# Yge Visser
Yge Visser (* 9. Juli 1963 in Sneek) ist ein niederländischer Schach-Großmeister.

## Leben
Visser erlernte das Schachspiel von seinem Vater, der Vorsitzender des Friesischen Schachverbandes war. 1981 gewann Visser die Meisterschaft des US-Staates Idaho. Zwischen 1983 und 2001 gewann er acht Mal die Meisterschaft Frieslands, darunter 1983 mit 8,5 Punkten aus 9 Partien. 1989 gewann er das ECI-open in Brügge, 1999 wurde er geteilter Dritter (mit Klaus Bischoff und Kostjantyn Lerner) in Recklinghausen, 2000 in Hoogeveen (nach Wladimir Jepischin und Semjon Dwoiris) ebenfalls Dritter. Im selben Jahr wurde er Internationaler Meister. 2002 gewann er in Sankt Pölten, 2004 wurde er geteilter Erster in Groningen (gemeinsam mit Friso Nijboer, John van der Wiel und Jurij Kusubow) und erzielte seine erste Großmeisternorm. Bei den Niederländischen Mannschaftsmeisterschaften 2004/05 und 2005/06 gelangen Visser zwei weitere Großmeisternormen, worauf ihm die FIDE 2006 den Großmeistertitel verlieh. 
Er wird bei der FIDE als inaktiv geführt, da er nach dem im Juni 2011 in Boxtel ausgetragenen Houtje Hoofd Helder Open keine Elo-gewertete Partie mehr gespielt hat.

## Vereine
In der niederländischen Meesterklasse spielte Visser in der Saison 1996/97 für Philidor Leeuwarden, von 1998 bis 2000, 2001 bis 2003 und 2004 bis 2009 für den Schaakclub Groningen, mit der er 2007 niederländischer Mannschaftsmeister wurde. In der deutschen 1. Bundesliga hatte er in der Saison 2005/06 einen Einsatz beim SV Wattenscheid.